# Skærup Zoo
Skærup Zoo (voorheen Skærup Mini Zoo) is een dierentuin in de Deense stad Skærup. De dierentuin heeft ongeveer 100 diersoorten. Het park opende zijn deuren in 2001 onder de naam Skærup Mini Zoo en was gebouwd rond een oude boerderij. Na verschillende uitbreidingen werd de naam in 2007 veranderd in Skærup Zoo. De dierentuin heeft enkele zeldzame diersoorten die bijna nergens in Scandinavië of ter wereld in dierentuinen te zien zijn. Enkele voorbeelden hiervan zijn witlippekari's en de ocelotten

## Dieren
Dit overzicht is mogelijk incompleet; u kunt helpen door het uit te breiden.
In de dierentuin leven ongeveer 100 diersoorten. Hieronder een overzicht van de enkele diersoorten die er leven in het park.

### Vogels
- Grijze kroonkraan
- Heilige ibis
- Holenuil
- Kaapse ibis
- Koereiger
- Kroonparelhoen
- Kwak
- Ooievaar
- Woudaap
- Zwarthalszwaan

### Zoogdieren

#### Apen
- Bruine kapucijnaap
- Dwergzijdeaapje
- Gewoon penseelaapje
- Grijsgroen doodshoofdaapje
- Oostelijke franjeaap
- Pinchéaapje
- Rode vari
- Roodbuiktamarin
- Roodhandtamarin
- Vervet
- Wanderoe
- Withandgibbon
- Zwartoorpenseelaapje

#### Hoefachtigen
- Alpaca
- Witlippekari

#### Knaagdieren
- Agoeti
- Amerikaanse rode eekhoorn
- Capibara
- Chinese rotseekhoorn
- Mara

#### Roofdieren
- Aziatische wilde hond
- Dwergmangoest
- Euraziatische lynx
- Fennek
- Jaguar
- Kleinklauwotter
- Ocelot
- Rode lynx
- Stokstaartje
- Vissende kat
- Vosmangoest
- Wasbeer
- Zebramangoeste